# Sobór św. Aleksandra Newskiego w Nowosybirsku
Sobór św. Aleksandra Newskiego – jeden z prawosławnych soborów w Nowosybirsku.

## Historia
Decyzja o wzniesieniu cerkwi pod wezwaniem św. Aleksandra Newskiego została podjęta 18 września 1895. Na czele komitetu nadzorującego prace stanął inżynier G. Mieżeninow, kierownik budowy śródsyberyjskiego odcinka Kolei Transsyberyjskiej. W grudniu 1895 otwarty został tymczasowy drewniany dom modlitwy, który miał służyć przyszłym parafianom cerkwi św. Aleksandra Newskiego. Rozpoczęcie budowy murowanej świątyni planowano na 1896, jednak środki zebrane przez wiernych oraz osobiste dotacje cara Mikołaja II okazały się niewystarczające. Ostatecznie car przekazał 15 maja 1897 kolejny datek w wysokości 5 tys. rubli i tydzień później miało miejsce poświęcenie kamienia węgielnego. Kierownikiem budowy został inż. N. Tichomirow, zaś projekt cerkwi przygotował – według różnych źródeł – K. Lygin lub N. Sołowiew. Inspiracją dla twórców świątyni mogła być cerkiew Ikony Matki Bożej „Miłująca” w Petersburgu.
Zasadnicze prace nad bryłą budynku zakończyły się w końcu 1898. W świątyni był trzy ołtarze – św. Aleksandra Newskiego, św. Mikołaja Cudotwórcy oraz św. Jerzego Zwycięzcy. Moment poświęcenia obiektu musiał jednak zostać ponownie odłożony, gdyż zabrakło pieniędzy na wykończenie ikonostasu. Ponownie środki na ten cel (6500 rubli) przekazał car. W tym samym czasie trwały prace nad dekoracją wnętrz, w których freski wykonywali artyści z Tomska. Ostatecznie konsekracji cerkwi dokonał 29 grudnia 1899 biskup tomski i barnaułski Makary. Poświęcenie dwóch bocznych ołtarzy miało miejsce dopiero 5 lat później.
Neobizantyński budynek w zamyśle cara miał pełnić funkcję pomnika ku czci jego ojca, cara Aleksandra III. Został zlokalizowany w pobliżu mostu kolejowego. Rangę soboru otrzymał po 1910, kiedy w mieście wzniesiono jeszcze kilka cerkwi prawosławnych, zaś ta ku czci Aleksandra Newskiego była z nich największą. W 1913 obiekt został dodatkowo rozbudowany i otrzymał centralne ogrzewanie i instalację wentylacyjną.
Sobór został zamknięty w latach trzydziestych i do 1988 pełnił różne funkcje świeckie. Już w połowie lat 80. rozważano jego zwrot eparchii nowosybirskiej i berdskiej, jednak prawosławni przejęli obiekt dopiero w 1988. Po remoncie obiekt ponownie poświęcił patriarcha moskiewski Aleksy II.

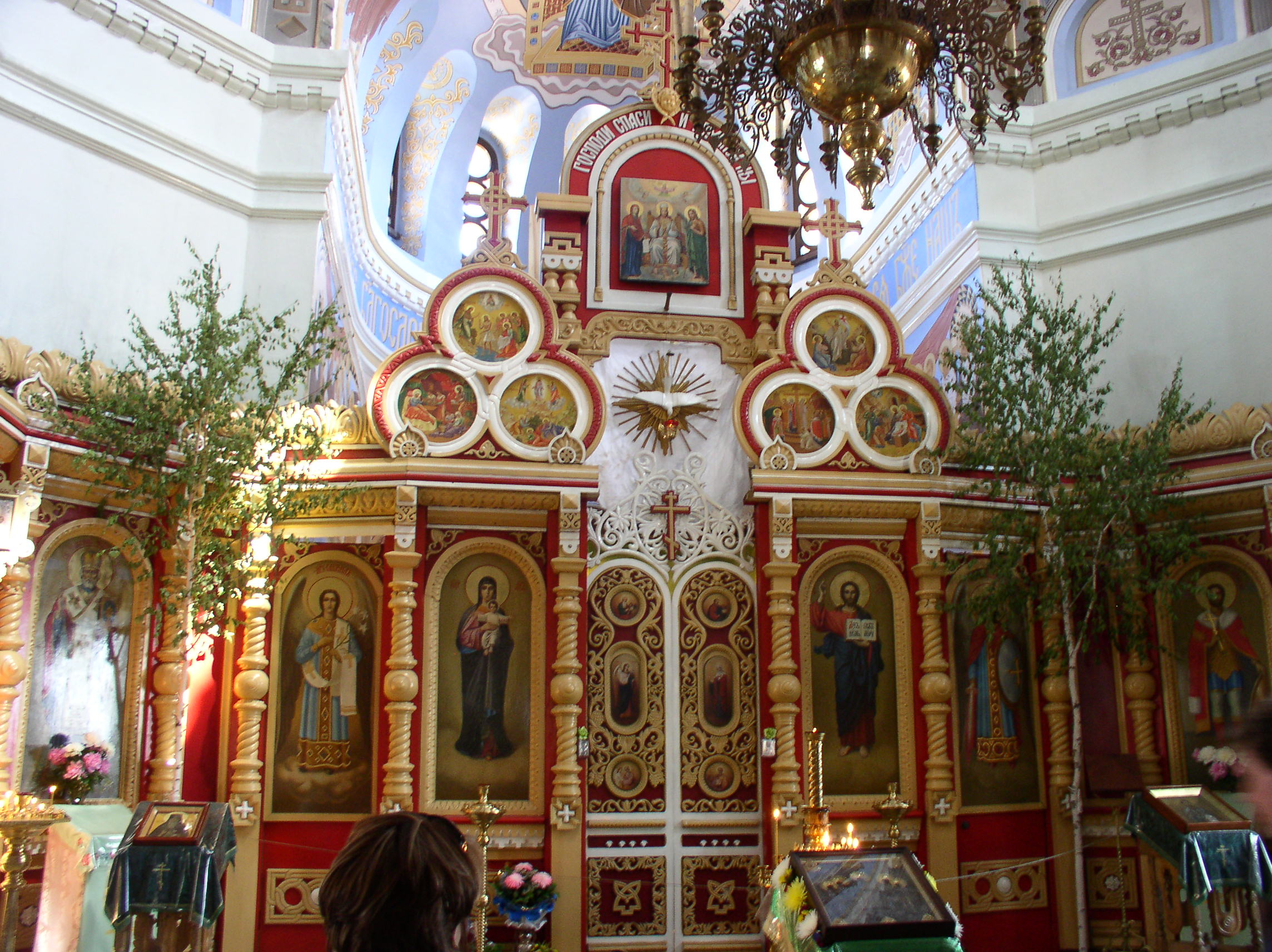
Ikonostas